# مدلوویتسه (ناحیه اوهرسکه هرادیشتی)
مدلوویتسه (به چکی: Medlovice) یک منطقهٔ مسکونی در جمهوری چک است که در ناحیه اوهرسکه هرادیشتی واقع شده‌است. مدلوویتسه ۲٫۹۱ کیلومتر مربع مساحت و ۴۸۸ نفر جمعیت دارد و ۳۲۰ متر بالاتر از سطح دریا واقع شده‌است.